# NGC 844
NGC 844 este o galaxie spirală situată în constelația Balena. A fost descoperită în 18 noiembrie 1863 de către Albert Marth.